# Žertvennik

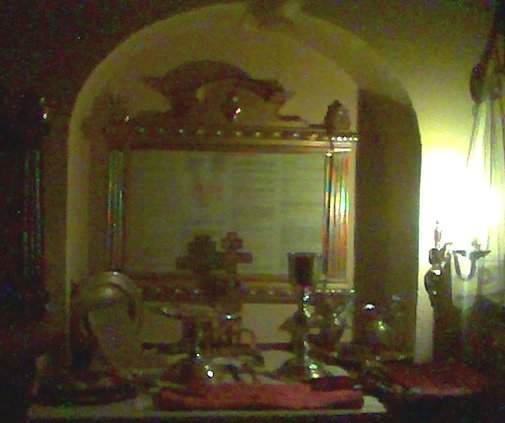
Žertvennik s kalichem a diskosem

Schéma pravoslavného chrámu s červeně vyznačeným žertvennikem

Žertveník, rusky же́ртвенник od staroslovanského slova žertva – oběť, též prothesis,  je stůl (či samostatná místnost nebo výklenek na severní straně) v oltáři v pravoslavném a řeckokatolickém chrámu, na němž se vykonává proskomidie, příprava obětin (žertva/жертва) eucharistie: chléb a víno. V řečtině se nazává prothesis ("příprava"), proto se také nazývá přípravným stolem. Žertvennik má tvar čtyřúhelníku a podobně jako prestol (oltářní mensa) je potažen stejnými plátny.

## Charakteristika
V minulosti se žertveník nacházel vně oltáře a představoval samostatnou místnost, kam věřící pokládali své dary, ze kterých potom duchovní vybrali nejvhodnější části pro vykonání eucharistie. V byzantských a staroruských chrámech byly pro žertveníky vyhrazeny zvláštní místnost v severní části oltáře, která se také nazývala žertveník. Nejčastěji mělo tvar apsidy. Symetricky z jižní strany oltáře navazoval diakonnik (sakristie), kde byla uložena bohoslužebná roucha.
V dnešních době jsou přípravné stoly umístěny u severní stěny oltáře zleva od katedry, někdy v samostatné části oltáře (taktéž zleva), kdy se nazývají diákoníky. Jsou na nich uloženy liturgické předměty do doby než jsou opět použity při liturgii.